# Xã Joliet, Quận Will, Illinois
Xã Joliet (tiếng Anh: Joliet Township) là một xã thuộc quận Will, tiểu bang Illinois, Hoa Kỳ. Năm 2010, dân số của xã này là 87.398 người.